# オールド・パル
オールド・パル（英: Old Pal、英: "Old Pal" cocktail）とは、ライ・ウイスキー、ドライ・ベルモット、カンパリを使用したカクテルである。

## 由来
「オールド・パル」は「古くからの仲間」「懐かしい友人」の意味。
世界的にも有名なカクテルの1つである。
ブールヴァルディエのバーボンウィスキーをライ・ウイスキーに変更し、スイート・ベルモットをドライ・ベルモットに変更したバリエーションであり、フランスパリでハリー・マッケルホーンの店「ハリーズ・ニューヨーク・バー」の常連客であったスパロー・ロビンソン（William "Sparrow" Robinson、『ニューヨーク・ヘラルド・トリビューン』編集者）が1920年代に考案したとされる。

## レシピの例
材料
- ライ・ウイスキー - 1/3
- ドライ・ベルモット - 1/3
- カンパリ - 1/3

作り方
1. 氷と共に全ての材料をミキシンググラスに入れてステアし、カクテル・グラスに注ぐ。または、シェイクで作る。

古典的なレシピでは上記のように等量であるが、現代的なレシピではライ・ウイスキーの比率を増やすこともある。
ライ・ウイスキーのかわりにカナディアン・ウイスキーが指定されることもある。